# Nervio auriculotemporal
El nervio auriculotemporal, también conocido como nervio temporal superficial, es una rama colateral del nervio mandibular, que recorre junto a la arteria temporal superficial y su vena.

## Origen y recorrido
Habitualmente nace de dos raíces provenientes de la división posterior del nervio mandibular. Estas ramas forman un ojal por donde pasa la arteria meningea media, y luego se unen para formar un solo nervio. Pasa lateral al cuello de la mandíbula, da sus ramas parotídeas, y luego va hacia arriba, donde da ramas hacia anterior para la oreja. Luego cruza sobre el proceso cigomático del hueso temporal, profundo a la arteria temporal superficial.

## Inervación
Los axones somatosensoriales vienen del nervio mandibular, que pasaron por el ganglio ótico sin hacer sinapsis. Después de que el nervio de sus ramas a la parótida, estará compuesto exclusivamente por estas fibras, y asciende a la región temporal superficial. Ahí da inervación a la oreja, el conducto auditivo externo, la cara externa de la membrana timpánica, y la piel de la región temporal. También da un par de ramas articulares para la articulación temporomandibular.
Las fibras parasimpáticas posganglionares vienen del ganglio ótico, cuyas fibras preganglionares se originaron del nervio glosofaríngeo, específicamente una de sus ramas, el nervio petroso menor. Estas fibras se unen al nervio auriculotemporal en su inicio, y lo abandonan luego de un corto trayecto, para dar inervación a la glándula parótida.
- Datos: Q587430